# Rheopteris
Rheopteris is een klein geslacht met één of twee soorten tropische varens uit de lintvarenfamilie (Pteridaceae), afkomstig uit Nieuw-Guinea, Australië en Maleisië.

## Kenmerken
Rheopteris zijn kleine tot middelgrote epifytische varens met vlezige, weinig vertakte, kruipende en dicht met ronde tot langwerpige schubben bezette wortelstokken en apart staande, eenvormige bladen. De bladsteel is veel korter dan de bladschijf, gegroefd, onbehaard, met 2 laterale vaatbundels tot bovenaan.
De bladen zijn lijnlancetvormig van vorm, met een langgerekte top, eenmaal gedeeld, de onderste bladslipjes weinig kleiner dan de andere. De bladlipjes zijn trapeziumvormig, asymmetrisch, de randen verdikt, de bladranden ondiep gekarteld.
De sporenhoopjes zijn rond en liggen aan het einde van de zijnerven tegen de bladrand. De sporendoosjes worden beschermd door paraphyses, uitgroeisels van de basis van het sporendoosje. Er zijn geen echte dekvliesjes.

## Taxonomie
Rheopteris werd vroeger wel tot een aparte familie, de Vittariaceae, gerekend. Het is door Smith et al. (2006) onder de Pteridaceae geplaatst.
Het geslacht is volgens sommige bronnen monotypisch, andere geven twee soorten.

### Soortenlijst
- Rheopteris asplenioides Holttum (1962)
- Rheopteris cheesmaniae Alston (1956)